# Westport (Oklahoma)
Westport és un poble dels Estats Units a l'estat d'Oklahoma. Segons el cens del 2000 tenia 264 habitants.

## Demografia
Segons el cens del 2000, Westport tenia 264 habitants, 99 habitatges, i 82 famílies. La densitat de població era de 25,5 habitants per km².
Dels 99 habitatges en un 29,3% hi vivien nens de menys de 18 anys, en un 80,8% hi vivien parelles casades, en un 2% dones solteres, i en un 16,2% no eren unitats familiars. En el 12,1% dels habitatges hi vivien persones soles el 6,1% de les quals corresponia a persones de 65 anys o més que vivien soles. El nombre mitjà de persones vivint en cada habitatge era de 2,67 i el nombre mitjà de persones que vivien en cada família era de 2,86.
Per edats la població es repartia de la següent manera: un 22% tenia menys de 18 anys, un 8,7% entre 18 i 24, un 20,8% entre 25 i 44, un 36,4% de 45 a 60 i un 12,1% 65 anys o més.
L'edat mediana era de 44 anys. Per cada 100 dones de 18 o més anys hi havia 92,5 homes.
La renda mediana per habitatge era de 54.250 $ i la renda mediana per família de 64.375 $. Els homes tenien una renda mediana de 36.667 $ mentre que les dones 32.083 $. La renda per capita de la població era de 23.345 $. Entorn del 4,3% de les famílies i el 6,8% de la població estaven per davall del llindar de pobresa.

## Poblacions més properes
El següent diagrama mostra les poblacions més properes.